# ラ・ペルラ
ラペルラ（LA PERLA）は、イタリアの高級下着ブランド。
1954年、イタリア・ボローニャでアダ・マゾッティによって創業。
日本ではワコールが独占販売していたが、2011年末で販売を終了。新たにルックが独占輸入販売権を取得し、2012年8月29日、第1号店を伊勢丹新宿店に出店した。

## ブランド名
- LA PERLA
- GRIGIO PERLA